# Jiskrová bezpečnost

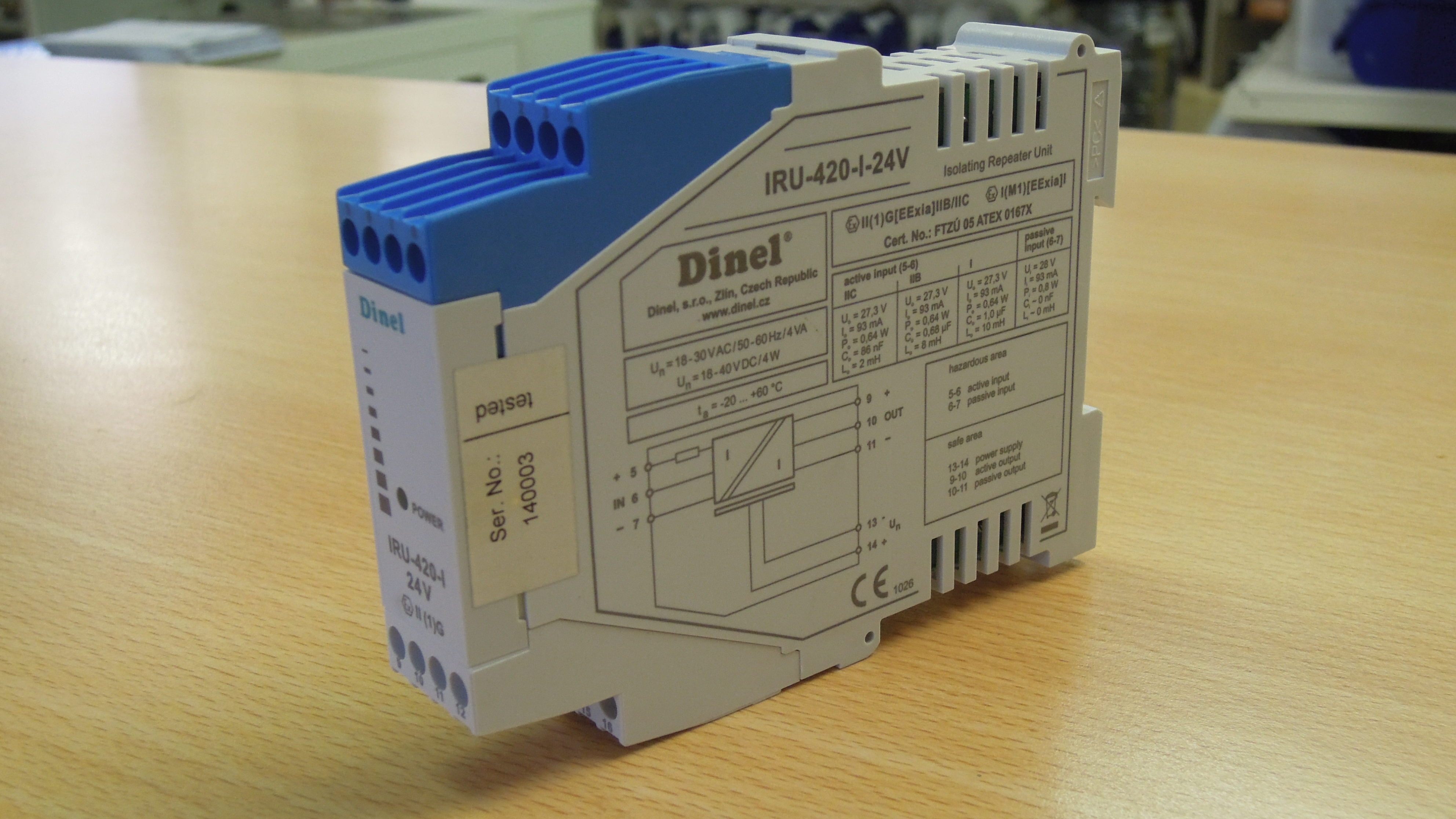
Mezi jeden ze základních způsobů ochrany patří oddělení jiskrově bezpečných obvodů Zenerovou bariérou

Jiskrová bezpečnost je jeden ze způsobů ochrany elektrických zařízení, která jsou určena pro provoz v prostředí s nebezpečím výbuchu. Zařízení, která využívají obvody s tímto typem ochrany, se označují jako jiskrově bezpečné obvody. Ochrana spočívá v omezení dodávané elektrické energie do obvodu ze zdroje elektrické energie. Další princip ochrany počítá se zabráněním možné akumulace elektrické energie v některé části obvodu. S jiskrově bezpečnými obvody se lze obecně setkat v jakémkoliv prostředí s nebezpečím výbuchu, nejčastěji jsou to chemické závody, rafinérie nebo těžební doly. Na rozdíl od dalších typů ochrany je možno použít jiskrovou bezpečnost ve všech zónách výbušnosti, tedy i v zónách 0 pro plyny a páry a 20 pro prachy, kde existuje předpoklad častého nebo trvalého výskytu výbušné atmosféry. Vzhledem k tomu, že jiskrově bezpečné obvody pracují s nízkou úrovní výkonu v obvodu, není možno použít tento typ ochrany pro vysokonapěťové nebo silové obvody.

## Principy a způsoby ochrany
V běžném prostředí, kde neexistuje riziko vzniku výbuchu (a takové prostředí není tedy zařazeno do některé zóny výbušnosti), jsou instalována elektrická zařízení, na nichž se při provozu může vyskytovat jiskření. Příkladem může být vypínač, uvnitř něhož v běžném prostředí vznikají jiskry na spínacích kontaktech. V prostředí s nebezpečím výbuchu by však i tyto nepatrné jiskry mohly iniciovat výbuch. Kromě jiskření může výbuch vyvolat také vysoká teplota zařízení. Z tohoto důvodu existuje řada ochran elektrických zařízení pro prostředí s nebezpečím výbuchu. Jedním ze způsobů ochrany jsou jiskrově bezpečné obvody.
Z hlediska povahy se obvody dělí do třech skupin, a to na obvody s převažující indukčností, obvody s převažující kapacitou a na obvody ohmické se zanedbatelnou indukčností a kapacitou. V každém z těchto typů obvodu hrozí riziko vzniku jisker, které ale mají jiný charakter. Zatímco v obvodech s převažující indukčností mohou vznikat jiskry dlouhého trvání závislé na velikosti napětí, v obvodech s převažující kapacitou vzniká elektrický oblouk po průrazu mezi dvěma uzavíratelnými částmi obvodu. Jiskření může vzniknout také v ohmických obvodech se zanedbatelnou indukčností a kapacitou. Jiskrově bezpečné obvody pracují na principu omezení dodávané elektrické energie do obvodu a v zamezení akumulace elektrické energie v některé části obvodu. Obecněji lze jiskrově bezpečné obvody označit jako obvody pracující s nízkou úrovní výkonu a jsou vhodné především pro průmyslovou elektroniku. Dalším využitím jsou pak oblasti automatizace a měřicí a regulační techniky.
Jiskrově bezpečné obvody se realizují jako oddělené obvody od dalších elektrických zařízení, a to pomocí oddělovacího členu. Oddělovací člen je nejčastěji realizován jako Zenerova bariéra. Ta sestává z rezistoru, Zenerovy diody a pojistky. Rezistor v takovém zapojení omezuje velikost proudu, Zenerova dioda reguluje velikost napětí a pojistka chrání Zenerovu diodu před přetížením vysokou úrovní výstupního napětí. Mezi další způsob oddělení jiskrově bezpečného obvodu patří galvanické oddělovače, které mohou navíc disponovat dalšími parametry, jako jsou například různé úrovně výstupu. S výhodou je lze využít u zařízení, která pracují se stejnosměrným proudem. Oproti Zenerovým bariérám jsou však cenově dražší.

## Certifikace
Existuje řada certifikačních organizací. V Evropské unii musejí zařízení s jiskrově bezpečnými obvody odpovídat směrnicí ATEX 94/9/EC. Každý výrobce těchto zařízení musí před uvedením na trh Evropského hospodářského prostoru doložit prohlášení o shodě výrobku a označit jej značkou CE. V Česku pak dále pro konstrukci a provoz jiskrově bezpečených zařízení platí harmonizované normy ČSN EN 50014 a ČSN EN 50020.